# توفيق ضعون
توفيق ضعون (1300 - 1386 هـ / 1883 - 1966 م) هو كاتب وشاعر لبناني مهجري.
هو توفيق بن فضل الله ضعون. ولد في بيروت وتوفي بحادث سيارة في سان باولو.

## آثاره
من آثاره:
- «هياكل شكسبير» - سان باولو 1929 م.
- «سيرة حياتي» - سان باولو 1932 م.
- «ذكرى الهجرة» - سان باولو 1945 م.
- «من وحي السبعين» - بيروت 1952 م.

كما أورد له كتابه: «ذكرى الهجرة» عددًا من القصائد الشعرية، ونشرت له مجلة «البيدر» (وكانت تصدر في سان باولو) زجلية.